# Tape from California
Albums de Phil Ochs
Pleasures of the Harbor
(1967) Rehearsals for Retirement
(1969)
Tape from California est le cinquième album de Phil Ochs, sorti en 1968.

## Titres
Toutes les chansons sont écrites et composées par Phil Ochs.
| 1. | Tape from California                  | 6:45 |
| 2. | White Boots Marching in a Yellow Land | 3:35 |
| 3. | Half a Century High                   | 2:53 |
| 4. | Joe Hill                              | 7:18 |
| 5. | The War Is Over                       | 4:25 |

| 6. | The Harder They Fall   | 3:52  |
| 7. | When in Rome           | 13:13 |
| 8. | The Floods of Florence | 4:52  |

## Musiciens
- Phil Ochs : chant, guitare
- Lincoln Mayorga : piano, claviers
- Joe Osborn : basse sur Tape from California
- Van Dyke Parks : piano et claviers sur Tape from California
- Ramblin' Jack Elliott : guitare sur Joe Hill
- Ian Freebairn-Smith : arrangements